# 北謙治
北 謙治（きた けんじ、1893年8月22日 - 1956年7月25日）は、日本の経営者。広島県広島市出身。

## 経歴
1916年に東京帝国大学経済学部経済学科を卒業し、同年に日本興業銀行に入行。1945年8月に退職し、山陽パルプ常任監査役を経て、1953年6月に富士重工業社長に就任。
1956年7月25日在職中に脳出血のために死去。62歳没。